# سويانانية
السويانانية (الاسم العلمي:Cyanidiophyceae) هي طائفة من النباتات تتبع شعيبة الطحالب السويانانية من شعبة الطحالب الحمراء.

## التصنيف
- الطائفة السويانانية
  - رتبة السويانيات
    - فصيلة السويانات
      - جنس السويان
        - نوع السويان الساخن
        - نوع السويان الكبير